# Friedrich von Hertling (General)
Friedrich Johann Maximilian Joseph Freiherr von Hertling (* 14. Oktober 1781 in Ladenburg; † 4. August 1850 in München) war ein bayerischer Generalleutnant, Kommandeur der bayerischen Truppen in Griechenland 1832–1834, Vorstand des Gestüts- und Remontierungswesens und 1839 kurzzeitig Verweser des bayerischen Kriegsministeriums.

## Leben
Friedrich von Hertling wurde am 14. Oktober 1781 im damals kurpfälzischen Ladenburg als Sohn des kurpfalz-bayerischen Regierungsrates Jakob Freiherrn von Hertling (1740–1793) und dessen Frau Maria Anna Antonia Juliana von Weiler geboren. Der spätere Generalleutnant und Kriegsminister Franz von Hertling war sein älterer Bruder.
Nach Abschluss seiner Gymnasialstudien trat er am 5. November 1798 als Unterleutnant im 2. (später 4.) Chevaulegers-Regiment in die bayerische Armee ein, machte 1800 den Feldzug gegen Frankreich mit und wurde am 28. März 1805 als Oberleutnant zum 3. (später 5.) Chevaulegers-Regiment versetzt. Mit diesem nahm er an den Feldzügen 1805 gegen Österreich und 1806 und 1807 gegen Preußen teil. Im Armeebefehl vom 15. März 1807 wurde er lobend erwähnt. Am 15. November 1807 erfolgte seine Beförderung zum Rittmeister. Als solcher diente er im Feldzug 1809 gegen Österreich und wurde für sein tapferes Verhalten in den Gefechten um Laufen und Salzburg am 28. und 29. April unter dem 13. Mai 1809 zum Ritter der französischen Ehrenlegion ernannt. Am 25. April 1812 zum Major im 3. Chevauleger-Regiment befördert, machte er mit diesem Napoleons Russlandfeldzug mit. Während der Befreiungskriege am 16. Februar 1814 wurde er Oberstleutnant im 6. Chevauleger-Regiment. Am 5. September 1817 erhielt er als Oberst das Kommando des 1. Husaren-Regiments.
Am 1. Juli 1822 erfolgte seine Versetzung als Kommandant zum 1. Kürassier-Regiment, das er auch nach der Vereinigung mit dem Garde-du-Corps-Regiment bis zum 1. Mai 1831 führte (Nachfolger: Leopold von Zandt). 1826 anstelle des Obersten Graf Lerchenfeld in die Kommission zur Fertigstellung der Vorschriften für die Waffenübungen der Kavallerie beordert, erfolgte unter seiner Leitung die Fertigstellung und Ausgabe des Kavallerie-Reglements vom Jahr 1828.
Als Kommandant der 1. Infanterie-Brigade der 3. Armeedivision wurde er zum Generalmajor befördert. Als Kommandant der Brigade des bayerischen Hilfskorps ging er am 20. November 1832 mit König Otto nach Griechenland. Am 20. Mai 1834 erhielt Hertling aus der Hand König Ludwigs I. das Ritterkreuz des Verdienstordens der Bayerischen Krone. Am 7. November 1835 wurde ihm das Großkomtur des griechischen Erlöser-Ordens, ferner das Denkzeichen für das Bayerische Hilfskorps verliehen. Am 23. August 1836 kam er als Kommandant der Kavalleriebrigade zur 1. Armee-Division, erhielt als solcher auch das Referat bei der 2. Sektion des Kriegsministeriums über Remontierung und vertrat wiederholt bei Abwesenheit den Kriegsminister. Zur Zeit der Vakanz des Kriegsministeriums amtierte er vom 28. Januar 1839 bis zum 9. Juni 1839 als Verweser.
Am 30. Dezember 1836 wurde er zum Inhaber des 11. Infanterie-Regiments und stattdessen am 13. Januar 1837 zum Inhaber des 13. Infanterie-Regiments ernannt. 1838 erhielt er den russischen Sankt-Stanislaus-Orden 1. Klasse, am 5. November 1839 das Ehrenkreuz des Ludwigsordens. Am 20. November 1840 wurde er zum Generalleutnant befördert und zum funktionierenden Chef der 2. Sektion des Kriegsministeriums und Vorstand des Gestüts- und Remontierungswesens des Heeres ernannt, dazu kam am 1. Oktober 1843 auch die Leitung der neu eingerichteten Landesgestütsverwaltung.
Beim König hoch angesehen, erfuhr Hertling noch mehrfache Auszeichnungen: am 26. Januar 1842 wurde verfügt, dass die Vorwerke XII, XIX und XXI der Festung Germersheim den Namen „Hertling“ zu führen hätten und zu seinem fünfzigjährigen Dienstjubiläum am 5. November 1848 erhielt er ein äußerst anerkennendes Handschreiben des Königs.
Er starb am 4. August 1850 nach längerer Krankheit in München. Das 1. Kürassier-Regiment gab ihm bei der Beerdigung am 6. August 1850 das militärische Ehrengeleit.